# Nybro distrikt
Nybro distrikt är ett distrikt i Nybro kommun och Kalmar län. 
Distriktet ligger i och omkring Nybro. 

## Tidigare administrativ tillhörighet
Distriktet inrättades 2016 och utgörs av en del av området som Nybro stad omfattade till 1971, delen som staden omfattade före 1969.
Området motsvarar den omfattning Nybro församling hade 1999/2000 och fick 1939 efter utbrytning ur Madesjö församling.